# Eupithecia semirufescens
Eupithecia semirufescens là một loài bướm đêm trong họ Geometridae.